# Mauvezin-de-Prat
Pour les articles homonymes, voir Mauvezin et Prat.
Mauvezin-de-Prat est une commune française, située dans le nord-ouest du département de l'Ariège en région Occitanie. Sur le plan historique et culturel, la commune fait partie du Couserans, pays aux racines gasconnes structuré par le cours du Salat.
Exposée à un climat océanique altéré, elle est drainée par le ruisseau de la Hage. Incluse dans le parc naturel régional des Pyrénées ariégeoises, la commune possède un patrimoine naturel remarquable composé d'une zone naturelle d'intérêt écologique, faunistique et floristique.
Mauvezin-de-Prat est une commune rurale qui compte 99 habitants en 2022, après avoir connu un pic de population de 231 habitants en 1851. Elle fait partie de l'aire d'attraction de Saint-Girons. Ses habitants sont appelés les Mauvezinans ou Mauvezinanes.

## Géographie

### Localisation
La commune de Mauvezin-de-Prat se trouve dans le département de l'Ariège, en région Occitanie.
Elle se situe à 50 km à vol d'oiseau de Foix, préfecture du département, à 13 km de Saint-Girons, sous-préfecture, et à 12 km de Saint-Lizier, bureau centralisateur du canton des Portes du Couserans dont dépend la commune depuis 2015 pour les élections départementales.
La commune fait en outre partie du bassin de vie de Salies-du-Salat.
Les communes les plus proches sont : 
Lacave (1,1 km), Francazal (1,3 km), Prat-Bonrepaux (1,8 km), Saleich (2,2 km), La Bastide-du-Salat (2,9 km), Castagnède (2,9 km), Urau (3,6 km), His (4,6 km).
Sur le plan historique et culturel, Mauvezin-de-Prat fait partie du Couserans, pays aux racines gasconnes structuré par le cours du Salat (affluent de la Garonne), que rien ne prédisposait à rejoindre les anciennes dépendances du comté de Foix.
Mauvezin-de-Prat est limitrophe de quatre autres communes dont trois dans le département de la Haute-Garonne.
Les communes limitrophes sont  Castagnède, Francazal, Prat-Bonrepaux et Saleich.
|                         | Castagnède (Haute-Garonne) |                |
| Saleich (Haute-Garonne) | Mauvezin-de-Prat           | Prat-Bonrepaux |
|                         | Francazal (Haute-Garonne)  |                |

Commune de l'aire d'attraction de Saint-Girons située dans les Pyrénées vallée du Salat, à la limite occidentale de l'Ariège; elle est limitrophe du département de la Haute-Garonne.
Elle fait partie de la communauté de communes Couserans - Pyrénées et du parc naturel régional des Pyrénées ariégeoises.

### Géologie et relief
La commune est située dans les Pyrénées, une chaîne montagneuse jeune, érigée durant l'ère tertiaire (il y a 40 millions d'années environ), en même temps que les Alpes. Les terrains affleurants sur le territoire communal sont constitués de roches sédimentaires datant du Mésozoïque, anciennement appelé Ère secondaire, qui s'étend de −252,2 à −66,0 Ma. La structure détaillée des couches affleurantes est décrite dans la feuille « n°1055 - Saint-Gaudens » de la carte géologique harmonisée au 1/50 000ème du département de l'Ariège, et sa notice associée.
La superficie cadastrale de la commune publiée par l’Insee, qui sert de références dans toutes les statistiques, est de 1,85 km2,. La superficie géographique, issue de la BD Topo, composante du Référentiel à grande échelle produit par l'IGN, est quant à elle de 1,83 km2. Son relief est relativement accidenté puisque la dénivelée maximale atteint 276 mètres. L'altitude du territoire varie entre 325 m et 601 m.

### Hydrographie

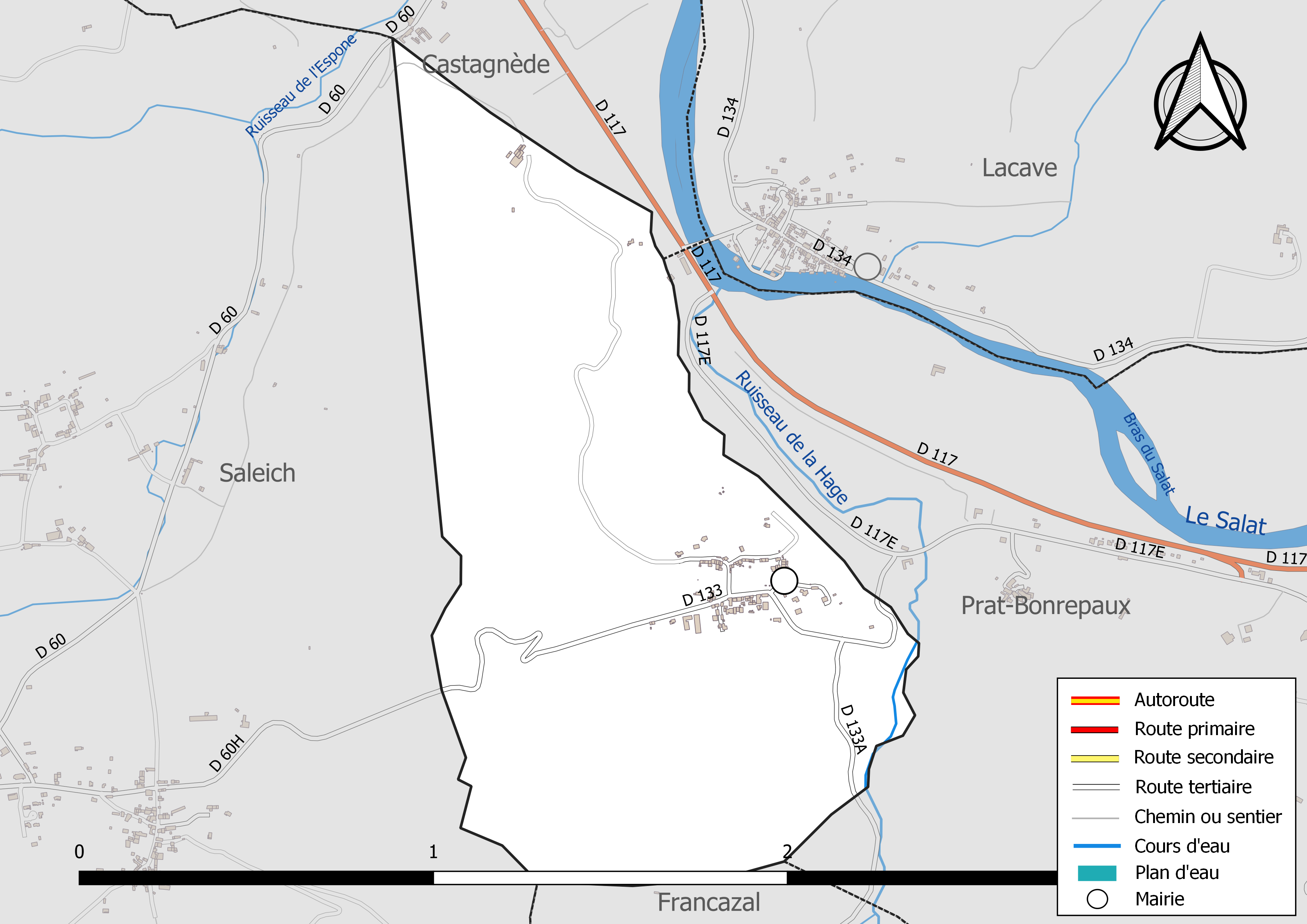
Réseaux hydrographique et routier de Mauvezin-de-Prat.

La commune est dans le bassin versant de la Garonne, au sein du bassin hydrographique Adour-Garonne. Elle est drainée par le ruisseau de la Hage, constituant un réseau hydrographique de 0 km de longueur totale,.

### Climat
Pour des articles plus généraux, voir Climat de l'Occitanie et Climat de l'Ariège.
En 2010, le climat de la commune est de type climat océanique altéré, selon une étude s'appuyant sur une série de données couvrant la période 1971-2000. En 2020, Météo-France publie une typologie des climats de la France métropolitaine dans laquelle la commune est exposée à un climat de montagne et est dans la région climatique Pyrénées centrales, caractérisée par une pluviométrie annuelle de 1 000 à 1 200 mm.
Pour la période 1971-2000, la température annuelle moyenne est de 12,6 °C, avec  une amplitude thermique annuelle de 14,8 °C. Le cumul annuel moyen de précipitations est de 983 mm, avec 10,2 jours de précipitations en janvier et 7 jours en juillet. Pour la période 1991-2020 la température moyenne annuelle observée sur la station météorologique la plus proche, située sur la commune de Lorp-Sentaraille à 10 km à vol d'oiseau, est de 12,5 °C et le cumul annuel moyen de précipitations est de 973,2 mm,. Pour l'avenir, les paramètres climatiques de la commune estimés pour 2050 selon différents scénarios d’émission de gaz à effet de serre sont consultables sur un site dédié publié par Météo-France en novembre 2022.

### Milieux naturels et biodiversité

#### Espaces protégés
La protection réglementaire est le mode d’intervention le plus fort pour préserver des espaces naturels remarquables et leur biodiversité associée,.
La commune fait partie du parc naturel régional des Pyrénées ariégeoises, créé en 2009 et d'une superficie de 245 973 ha, qui s'étend sur 138 communes du département. Ce territoire unit les plus hauts sommets aux frontières de l’Andorre et de l’Espagne (la Pique d'Estats, le mont Valier, etc) et les plus hautes vallées des avants-monts, jusqu’aux plissements du Plantaurel.

#### Zones naturelles d'intérêt écologique, faunistique et floristique

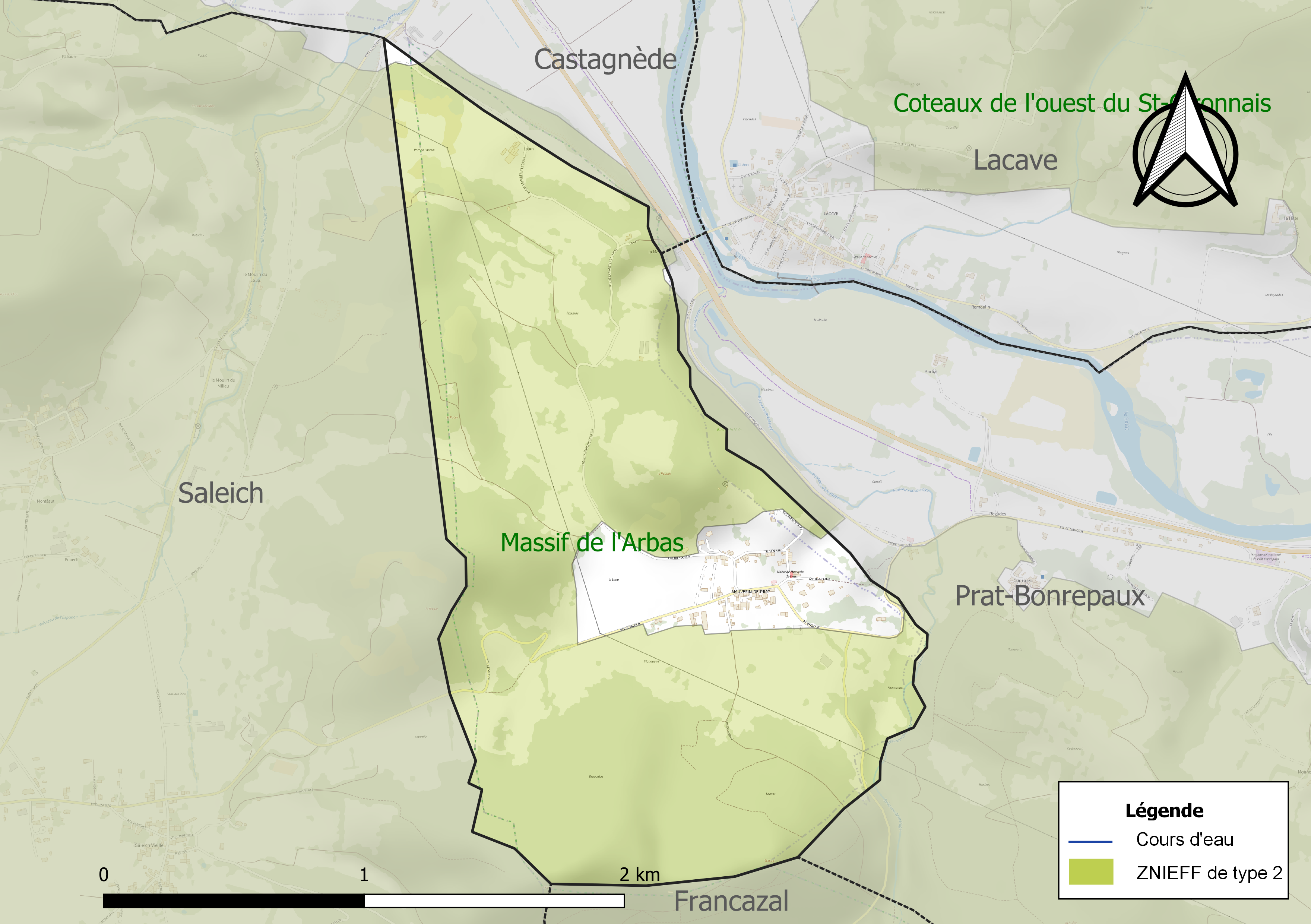
Carte de la ZNIEFF de type 2 localisée sur la commune.

L’inventaire des zones naturelles d'intérêt écologique, faunistique et floristique (ZNIEFF) a pour objectif de réaliser une couverture des zones les plus intéressantes sur le plan écologique, essentiellement dans la perspective d’améliorer la connaissance du patrimoine naturel national et de fournir aux différents décideurs un outil d’aide à la prise en compte de l’environnement dans l’aménagement du territoire.
Une ZNIEFF de type 2 est recensée sur la commune :
le « massif d'Arbas » (27 233 ha), couvrant 90 communes dont 48 dans l'Ariège et 42 dans la Haute-Garonne.

## Urbanisme

### Typologie
Au 1er janvier 2024, Mauvezin-de-Prat est catégorisée commune rurale à habitat dispersé, selon la nouvelle grille communale de densité à 7 niveaux définie par l'Insee en 2022.
Elle est située hors unité urbaine. Par ailleurs la commune fait partie de l'aire d'attraction de Saint-Girons, dont elle est une commune de la couronne,. Cette aire, qui regroupe 70 communes, est catégorisée dans les aires de moins de 50 000 habitants,.

### Occupation des sols
L'occupation des sols de la commune, telle qu'elle ressort de la base de données européenne d’occupation biophysique des sols Corine Land Cover (CLC), est marquée par l'importance des territoires agricoles (55,3 % en 2018), une proportion identique à celle de 1990 (55,3 %). La répartition détaillée en 2018 est la suivante : 
forêts (44,7 %), prairies (43,5 %), zones agricoles hétérogènes (11,8 %). L'évolution de l’occupation des sols de la commune et de ses infrastructures peut être observée sur les différentes représentations cartographiques du territoire : la carte de Cassini (XVIIIe siècle), la carte d'état-major (1820-1866) et les cartes ou photos aériennes de l'IGN pour la période actuelle (1950 à aujourd'hui).

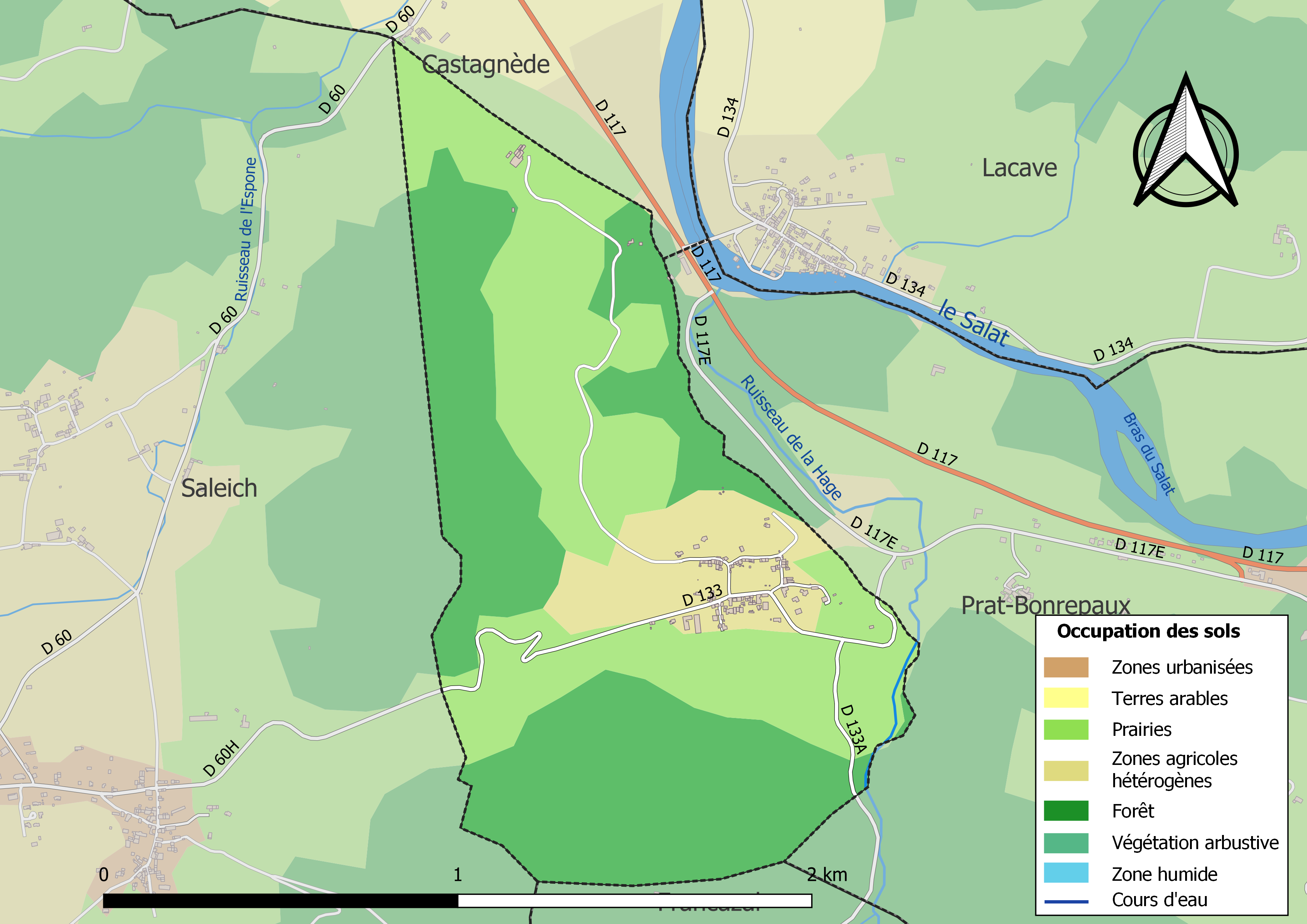
Carte des infrastructures et de l'occupation des sols de la commune en 2018 (CLC).

### Habitat et logement
En 2018, le nombre total de logements dans la commune était de 57, alors qu'il était de 50 en 2013 et de 49 en 2008.
Parmi ces logements, 80 % étaient des résidences principales, 13,3 % des résidences secondaires et 6,7 % des logements vacants. Ces logements étaient pour 84,3 % d'entre eux des maisons individuelles et pour 3,5 % des appartements.
Le tableau ci-dessous présente la typologie des logements à Mauvezin-de-Prat en 2018 en comparaison avec celle de l'Ariège et de la France entière. Une caractéristique marquante du parc de logements est ainsi une proportion de résidences secondaires et logements occasionnels (13,3 %) inférieure à celle du département (24,6 %) mais supérieure à celle de la France entière (9,7 %). Concernant le statut d'occupation de ces logements, 78,3 % des habitants de la commune sont propriétaires de leur logement (78 % en 2013), contre 66,3 % pour l'Ariège et 57,5 % pour la France entière.
| Typologie                                               | Mauvezin-de-Prat | Ariège | France entière |
| ------------------------------------------------------- | ---------------- | ------ | -------------- |
| Résidences principales (en %)                           | 80               | 65,7   | 82,1           |
| Résidences secondaires et logements occasionnels (en %) | 13,3             | 24,6   | 9,7            |
| Logements vacants (en %)                                | 6,7              | 9,7    | 8,2            |

### Voies de communication et transports
Accès avec les routes départementales D 117 (ex RN 117) et D 133.

### Risques majeurs
Le territoire de la commune de Mauvezin-de-Prat est vulnérable à différents aléas naturels : inondations, climatiques (grand froid ou canicule), feux de forêts, mouvements de terrains et séisme (sismicité modérée). Il est également exposé à un risque technologique,  le transport de matières dangereuses,.

#### Risques naturels

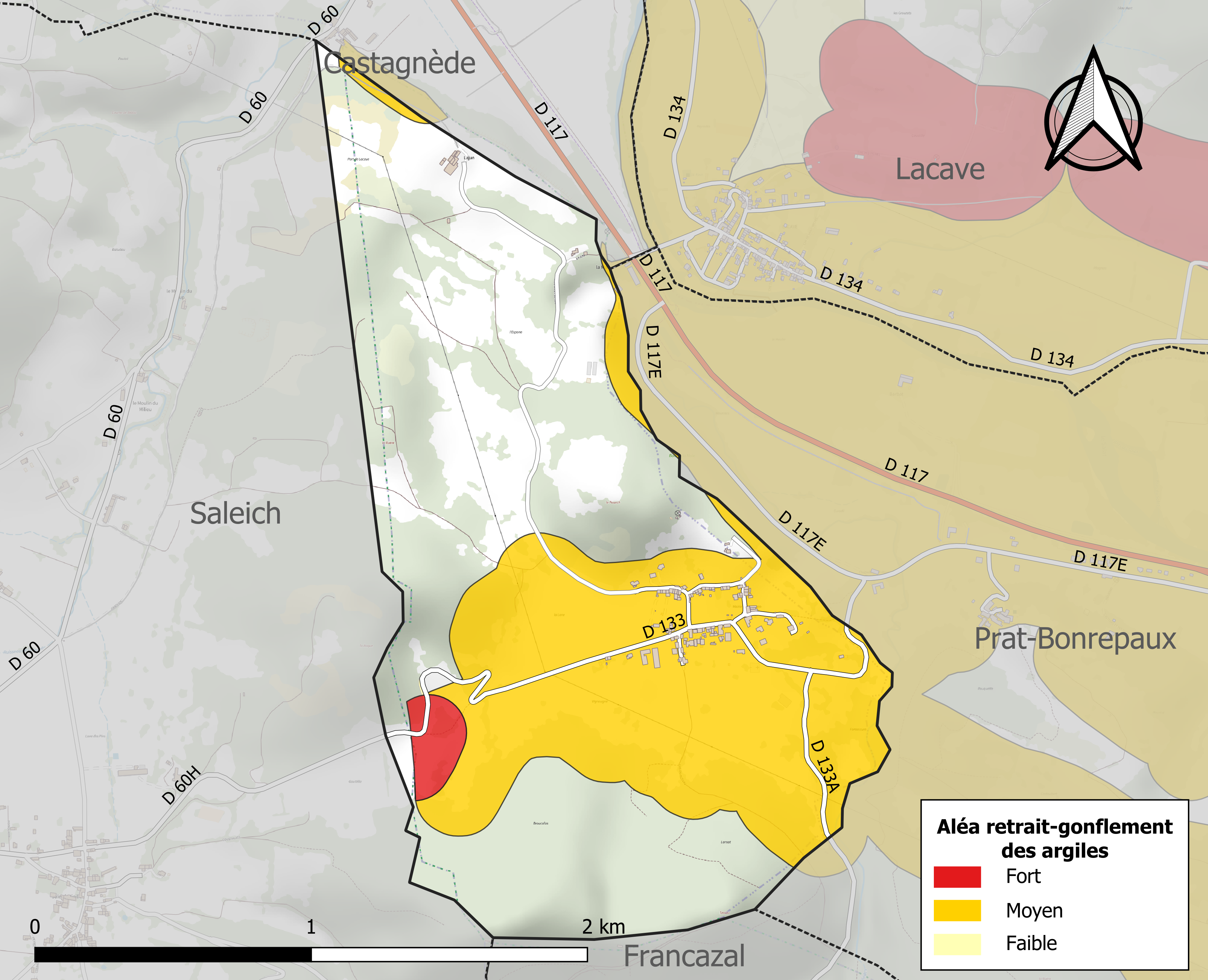
Zonage de l'aléa retrait-gonflement des argiles sur la commune de Mauvezin-de-Prat.

Certaines parties du territoire communal sont susceptibles d’être affectées par le risque d’inondation par ruissellement d'un versant.
Les mouvements de terrains susceptibles de se produire sur la commune sont soit des chutes de blocs, soit des glissements de terrains, soit des effondrements liés à des cavités souterraines, soit des mouvements liés au retrait-gonflement des argiles. Près de 50 % de la superficie du département est concernée par l'aléa retrait-gonflement des argiles, dont la commune de Mauvezin-de-Prat. L'inventaire national des cavités souterraines permet par ailleurs de localiser celles situées sur la commune.

#### Risques technologiques
Le risque de transport de matières dangereuses par une infrastructure routière ou ferroviaire ou par une canalisation de transport de gaz concerne la commune. Un accident se produisant sur une telle infrastructure est en effet susceptible d’avoir des effets graves au bâti ou aux personnes jusqu’à 350 m, selon la nature du matériau transporté. Des dispositions d’urbanisme peuvent être préconisées en conséquence.

## Histoire
Mauvezin fait partie dès le XIIe siècle de la seigneurie d'Aspet, ainsi que le vigneau d'Engomer, Montgauch, Bareilles, Balagué, Agert et Alas. Cette seigneurie devient au cours du Moyen Âge une puissante Baronnie.
Le 1er mars 1643, Géraud Déqué de Moncaup acquit Affis et Mauvezin pour le compte de Jacques de Nostenx ; Montastruc, Rouède, Arbas et Saint-Martin pour celui de Jacques de Tersac. Il garda pour lui Saleich dont il devint le seigneur. En avril 1667, par édit, le roi Louis XIV ordonne le rachat des dix-huit paroisses engagées en 1642 et 1643. Elles rentrèrent toutes dans le domaine royal. Mais par la suite, certaines furent vendues à nouveau (Castelbiague - Pointis-Inard - Alas Agert Balagué). D'autres restèrent en paréage avec le roi : Affis, Arbas, Ganties, Mauvezin, Montastruc et Rouède. Restèrent définitivement sous la main du roi, seul seigneur : Aspet, Chein, Escaich, Estadens, Montgauch-Bareilles et Saleich.
Jean de Castet, seigneur de Bareille, fiança sa fille Marguerite avec François de Narbonne, seigneur de Mauvezin, le 10 février 1696.
En 1732, le seigneur de Mauvezin est J. de Narbonne. À Saleich, il possède « le moulin d'Anicet ».

## Politique et administration

### Découpage territorial
La commune de Mauvezin-de-Prat est membre de la communauté de communes Couserans-Pyrénées, un établissement public de coopération intercommunale (EPCI) à fiscalité propre créé le 18 novembre 2016 dont le siège est à Saint-Lizier. Ce dernier est par ailleurs membre d'autres groupements intercommunaux.
Sur le plan administratif, elle est rattachée à l'arrondissement de Saint-Girons, au département de l'Ariège, en tant que circonscription administrative de l'État, et à la région Occitanie.
Sur le plan électoral, elle dépend du canton des Portes du Couserans pour l'élection des conseillers départementaux, depuis le redécoupage cantonal de 2014 entré en vigueur en 2015, et de la deuxième circonscription de l'Ariège  pour les élections législatives, depuis le redécoupage électoral de 1986.

### Administration municipale
Le nombre d'habitants au recensement de 2011 étant compris entre 0 et 99, le nombre de membres du conseil municipal pour l'élection de 2014 est de sept,.

### Liste des maires
| Période                                  | Période  | Identité      | Étiquette | Qualité |
| ---------------------------------------- | -------- | ------------- | --------- | ------- |
| mars 2001                                | 2008     | Jules Anouilh |           |         |
| mars 2008                                | En cours | Alain Cau     |           | Employé |
| Les données manquantes sont à compléter. |          |               |           |         |

## Population et société

### Démographie
L'évolution du nombre d'habitants est connue à travers les recensements de la population effectués dans la commune depuis 1793. Pour les communes de moins de 10 000 habitants, une enquête de recensement portant sur toute la population est réalisée tous les cinq ans, les populations de référence des années intermédiaires étant quant à elles estimées par interpolation ou extrapolation. Pour la commune, le premier recensement exhaustif entrant dans le cadre du nouveau dispositif a été réalisé en 2005.

En 2022, la commune comptait 99 habitants, en évolution de −1,98 % par rapport à 2016 (Ariège : +1,48 %, France hors Mayotte : +2,11 %).
| 1793 | 1800 | 1806 | 1821 | 1831 | 1836 | 1841 | 1846 | 1851 |
| ---- | ---- | ---- | ---- | ---- | ---- | ---- | ---- | ---- |
| 150  | 138  | 152  | 170  | 206  | 220  | 217  | 226  | 231  |

| 1856 | 1861 | 1866 | 1872 | 1876 | 1881 | 1886 | 1891 | 1896 |
| ---- | ---- | ---- | ---- | ---- | ---- | ---- | ---- | ---- |
| 173  | 180  | 157  | 180  | 165  | 158  | 150  | 134  | 122  |

| 1901 | 1906 | 1911 | 1921 | 1926 | 1931 | 1936 | 1946 | 1954 |
| ---- | ---- | ---- | ---- | ---- | ---- | ---- | ---- | ---- |
| 129  | 137  | 129  | 122  | 108  | 106  | 84   | 87   | 85   |

| 1962 | 1968 | 1975 | 1982 | 1990 | 1999 | 2005 | 2006 | 2010 |
| ---- | ---- | ---- | ---- | ---- | ---- | ---- | ---- | ---- |
| 78   | 66   | 57   | 50   | 52   | 68   | 75   | 77   | 89   |

| 2015 | 2020 | 2022 | - | - | - | - | - | - |
| ---- | ---- | ---- | - | - | - | - | - | - |
| 98   | 102  | 99   | - | - | - | - | - | - |

| selon la population municipale des années : | 1968 | 1975 | 1982 | 1990 | 1999 | 2006 | 2009 | 2013 |
| Rang de la commune dans le département      | 265  | 286  | 264  | 278  | 243  | 248  | 244  | 236  |
| Nombre de communes du département           | 340  | 328  | 330  | 332  | 332  | 332  | 332  | 332  |

### Enseignement
Mauvezin-de-Prat fait partie de l'académie de Toulouse.
La commune ne possède pas d'école. L'école primaire la plus proche est celle de Prat-Bonrepaux.

### Activités sportives
Chasse, pétanque,

### Écologie et recyclage
Les déchetteries les plus proches se trouvent au lieudit Casséjoul, à Mercenac ou à Mane au lieudit les Espiades, chemin des Isles.

## Économie

### Emploi
| Division       | 2008  | 2013   | 2018   |
| -------------- | ----- | ------ | ------ |
| Commune        | 5,3 % | 15,4 % | 3,1 %  |
| Département    | 8,9 % | 11,1 % | 11,2 % |
| France entière | 8,3 % | 10 %   | 10 %   |

En 2018, la population âgée de 15 à 64 ans s'élève à 64 personnes, parmi lesquelles on compte 79,7 % d'actifs (76,6 % ayant un emploi et 3,1 % de chômeurs) et 20,3 % d'inactifs,. Depuis 2008, le taux de chômage communal (au sens du recensement) des 15-64 ans est inférieur à celui de la France et du département.
La commune fait partie de la couronne de l'aire d'attraction de Saint-Girons, du fait qu'au moins 15 % des actifs travaillent dans le pôle,. Elle compte 11 emplois en 2018, contre 15 en 2013 et 11 en 2008. Le nombre d'actifs ayant un emploi résidant dans la commune est de 50, soit un indicateur de concentration d'emploi de 21,9 % et un taux d'activité parmi les 15 ans ou plus de 62,7 %.
Sur ces 50 actifs de 15 ans ou plus ayant un emploi, 6 travaillent dans la commune, soit 12 % des habitants. Pour se rendre au travail, 90 % des habitants utilisent un véhicule personnel ou de fonction à quatre roues, 4 % s'y rendent en deux-roues, à vélo ou à pied et 6 % n'ont pas besoin de transport (travail au domicile).

### Activités hors agriculture
5 établissements sont implantés  à Mauvezin-de-Prat au 31 décembre 2019.
Le secteur du commerce de gros et de détail, des transports, de l'hébergement et de la restauration est prépondérant sur la commune puisqu'il représente 40 % du nombre total d'établissements de la commune (2 sur les 5 entreprises implantées  à Mauvezin-de-Prat), contre 27,5 % au niveau départemental.
Cette petite commune ne dispose pas de commerces mais profite de sa proximité avec Prat-Bonrepaux et Mane.
- Yaourts et tomme de brebis de l'agriculture biologique, à la ferme des Manechs.
- Camping L'Estelas.2 étoiles, 40 emplacements, ouvert du 1er avril au 1er novembre

### Agriculture
|                                   | 1988 | 2000 | 2010 |
| --------------------------------- | ---- | ---- | ---- |
| Exploitations                     | 7    | 4    | 1    |
| Superficie agricole utilisée (ha) | 126  | 182  | 76   |

La commune fait partie de la petite région agricole dénommée « Région sous-pyrénéenne ». En 2010, l'orientation technico-économique de l'agriculture  sur la commune est la polyculture et le polyélevage. Une seule  exploitation agricole ayant son siège dans la commune est recensée lors du recensement agricole de 2010 (sept en 1988). La superficie agricole utilisée est de 76 ha.

## Culture locale et patrimoine

### Lieux et monuments
- Église de la Nativité-de-la-Sainte-Vierge, avec clocher-mur intégrant des cloches fondues en 1662 et 1664.

## Pour approfondir